# Rick Rude
Richard Erwin Rood (* 7. Dezember 1958 in St. Peter, Minnesota, USA; † 20. April 1999 in Alpharetta, Georgia, USA) war ein US-amerikanischer Wrestler, der unter seinem Ringnamen Rick Rude bekannt wurde. Rood war verheiratet und hatte mit seiner Frau Michelle drei Kinder.
Rick Rude (Spitzname „Ravishing“) war einer der Superstars der WWF in den 1980er Jahren. Er war für seinen definierten Körperbau bekannt und verkörperte den klassischen selbstverliebten Bösewicht. Vor jeder Show nahm er ein Mikrofon und beschimpfte das anwesende Publikum generell als fett, hässlich und ungebildet. Anschließend wurde oft ein junges Mädchen in den Ring geholt und von ihm „in die Bewusstlosigkeit geküsst“.

## Privatleben
Rood besuchte die High School in Robbinsdale, wie auch seine späteren Wrestler-Kollegen Nikita Koloff, Brady Boone und Curt Hennig. Mit Hennig verband ihn bis zu seinem Tod eine enge Freundschaft. Er machte seinen Collegeabschluss als Sportlehrer, arbeitete jedoch als Türsteher und professioneller Armwrestler.

## Wrestling-Karriere

### Anfänge
Über seine High-School-Freunde kam Rood mit dem Wrestling-Trainer Eddie Sharkey zusammen und debütierte 1983 bei Vancouver NWA All-Star Wrestling. Er war in den folgenden Jahren in Organisationen wie Georgia Championship Wrestling, Memphis-Mid-Southern Wrestling und der National Wrestling Alliance beschäftigt. 1984, gerade bei Memphis Championship Wrestling aktiv, bekam er Jimmy Hart als Manager zur Seite gestellt und fehdete gegen den lokalen Star Jerry Lawler sowie mit King Kong Bundy.
Ab Dezember 1984 war er bei Championship Wrestling Florida angestellt, wo ihm dann Percy Pringle als Manager zur Seite stand und er Fehdenprogramme mit Billy Jack Haynes und Wahoo McDaniel bestritt. Nach einem Jahr wechselte Rude zu World Class Championship Wrestling, wo er, erneut zusammen mit Pringle, in Fehden mit Kevin von Erich und Chris Adams einbezogen wurde. In dieser Zeit durfte er die WCCW Championship halten und bildete eine kurzlebiges Team mit The Dingo Warrior. Im September 1986 ging Rood zurück zur National Wrestling Alliance und durfte am 6. Dezember 1986 im Team mit Manny Fernandez die NWA World Tag Team Championship gewinnen.

### World Wrestling Federation (1987–1990)
Im April 1987 konnte Rood schließlich einen Vertrag mit der damaligen World Wrestling Federation abschließen. Hier wurde ihm Bobby Heenan als Manager zur Seite gestellt. Fehden mit Paul Orndorff, Jake Roberts und Ultimate Warrior folgten. Letzterem durfte Rood den WWF Intercontinental Titel bei Wrestlemania V abnehmen. Wenige Monate später, beim SummerSlam 1989 gab er den Titel an selbigen wieder ab. In das Geschehen um den WWF Champion Titel wurde er auch einbezogen. Er verlor beim SummerSlam 1990 ein Käfigmatch gegen den Titelträger, der zu diesem Zeitpunkt ebenfalls der Ultimate Warrior war. Im Oktober 1990 verließ er die Liga.

### World Championship Wrestling (1991–1994)
Als Rood wieder zurück in die WCW kam, erstellte man die Gruppierung The Dangerous Alliance, welche aus Rood selbst, Paul Heyman, Madusa, Arn Anderson, Bobby Eaton, Larry Zbyszko und Steve Austin bestand. Später ließ man Rood die United States Championship gewinnen. Im Jahr 1992 verließ er die Dangerous Alliance und kämpfte anschließend um die NWA World Heavyweight Championship. 1993 durfte Rood diesen mittlerweile in WCW International World Heavyweight Championship umbenannten Titel erringen, den er noch zwei weitere Male hielt. Bei seinem dritten Titelgewinn gegen Sting im April 1994 zog er sich im Match eine Nackenverletzung zu, die ihn in der Folge zwingen sollte, vom aktiven Geschehen zurückzutreten. Der Titel wurde ihm offiziell wegen vorgeschobener Regelwidrigkeiten aberkannt.

### Extreme Championship Wrestling und Rückkehr zur WWF (1997)
Bis 1997 trat Rood für keine Organisation auf und lebte von seiner Lloyd’s-Versicherung. 1997 kam Rood zur ECW, wo er zunächst als Maskierter Unbekannter auftrat und dann wenig später Kommentator wurde. Im gleichen Jahr trat er zudem noch einmal in der WWF auf und war hier Mitglied der D-Generation X.

### Rückkehr zur WCW (1997–1999)
Nach kurzer Zeit wechselte er ohne Vorankündigung innerhalb einer Nacht zurück zur WCW. Dieser Wechsel sorgte für einige Aufregung, da Rood acht Tage nach dem Montreal Screwjob gleichzeitig beim aufgezeichneten RAW sowie beim live ausgestrahlten Nitro zu sehen war. Grund für den Wechsel war sein Ärger über die Ereignisse am Vortag, da Bret Hart zu seinen Freunden gehörte. Er kritisierte in einer Rede in der WCW auch Shawn Michaels und die WWE. In der WCW wurde er zum Mitglied der New World Order gemacht und managte dort vor allem seinen langjährigen Freund Curt Hennig.

## Tod
Rood starb 1999 plötzlich im Alter von 40 Jahren. Todesursache war eine Überdosis eines Medikamentenmixes. Mitte der 1990er Jahre hatte er bereits den Missbrauch von anabolen Steroiden eingestanden.

## Legacy
Rood wurde im Jahr 2017 posthum in die WWE Hall of Fame aufgenommen. Die Laudatio hielt sein Kollege und ehemals großer Rivale Ricky „The Dragon“ Steamboat. Die Auszeichnung nahmen seine Frau und seine beiden Kinder entgegen.

## Wrestling-Erfolge
WWE
- Hall of Fame (Class of 2017)
- WWF Intercontinental Championship (1×)

World Championship Wrestling
- WCW International World Heavyweight Championship (3×)
- WCW United States Heavyweight Championship (1×)
- NWA World Tag Team Championship (1× mit Manny Fernandez)

World Class Championship Wrestling
- WCWA World Heavyweight Championship (1×)
- WCWA Television Championship (1×)
- NWA American Heavyweight Championship (1×)

Championship Wrestling from Florida
- NWA Southern Heavyweight Championship (2×)
- NWA United States Tag Team Championship (1× mit Jesse Barr)

Continental Wrestling Association
- AWA Southern Heavyweight Championship (1×)
- AWA Southern Tag Team Championship (1× mit King Kong Bundy)